# Petrovac (miasto Prokuplje)
Petrovac (cyr. Петровац) – wieś w Serbii, w okręgu toplickim, w mieście Prokuplje. W 2011 roku liczyła 302 mieszkańców.